# SN 1993W
SN 1993W – supernowa typu II odkryta 18 sierpnia 1993 roku w galaktyce A232940-0302. W momencie odkrycia miała maksymalną jasność 17,00m.